# Schutzgesetz
Schutzgesetz ist nach der ständigen Rechtsprechung des BGH eine Rechtsnorm, die – neben dem Schutz der Allgemeinheit – dazu dienen soll, die einzelne natürliche Person oder Personenkreise gegen die schuldhafte Verletzung eines Rechtsguts zu schützen.

## Allgemeines
Der Begriff Schutzgesetz bezeichnet nicht ein einzelnes Gesetz, sondern die aus dem Deliktsrecht des § 823 Abs. 2 BGB resultierende Schadensersatzpflicht, die jemanden trifft, der gegen eine den Schutz eines anderen bezweckende gesetzliche Bestimmung verstößt. Es handelt sich um eine Vielzahl von Bestimmungen in verschiedenen Gesetzen, denen ein Schutzgesetzcharakter zukommt. Dabei muss der Gesetzgeber diesen Rechtsschutz bei Erlass des Gesetzes gewollt oder mitgewollt haben. Ein Schutzgesetz liegt jedoch nicht vor, wenn eine Norm in erster Linie das Interesse der Allgemeinheit im Blick hat, aber dabei auch das Interesse des Einzelnen schützt oder der mittelbare Schutz des Einzelnen lediglich eine Reflexwirkung des Gesetzes darstellt.

## Rechtsnormen als Schutzgesetz
Schutzgesetz im Sinne des § 823 Abs. 2 BGB ist eine Rechtsnorm, die nach Zweck und Inhalt nicht nur die Allgemeinheit schützt, sondern zumindest auch dazu dienen soll, den Einzelnen gegen die Verletzung eines bestimmten Rechtsguts zu schützen. Der Anwendungsbereich beschränkt sich ausdrücklich auf die Verletzung solcher Gesetze, die den „Schutz eines anderen (bezwecken)“ (§ 823 Abs. 2 Satz 1 BGB).
Ein Schutzgesetz hat drei Voraussetzungen zu erfüllen:
- Materielles Gesetz: ist im Sinne des Art. 2 EGBGB jede Rechtsnorm, also Gesetze, Rechtsverordnungen, Satzungen und Gewohnheitsrecht;
- Verbots- und Gebotsnorm: das materielle Gesetz muss eine Verbots- und Gebotsnorm darstellen;
- Schutz eines anderen: die Verbots- und Gebotsnorm muss den Schutz eines anderen zum Ziel haben und mit ihrem persönlichen und sachlichen Schutzbereich eine Schadensersatzpflicht vorsehen.

Die Rechtsprechung hat dabei eine Vielzahl von Vorschriften identifiziert, die als Schutzgesetz gelten. In erster Linie kommen Strafvorschriften als Schutzgesetze in Betracht, sofern sie private Interessen schützen und nicht nur die öffentliche Ordnung bezwecken. Dazu gehören einzelne Bestimmungen des Strafgesetzbuchs (etwa §§ 223 StGB (Körperverletzung), § 229 StGB (fahrlässige Körperverletzung), § 263 StGB (Betrug), § 264a StGB (Kapitalanlagebetrug), § 266 StGB (Untreue), § 323c StGB (unterlassene Hilfeleistung; Behinderung von hilfeleistenden Personen), Strafvorschriften im HGB (etwa § 331 HGB; unrichtige Darstellung), Aktiengesetz (§§ 399 ff. AktG; falsche Angaben) oder einige Bestimmungen aus der Straßenverkehrsordnung (z. B. § 3 StVO; Fahrgeschwindigkeit)). Aus diesen Strafvorschriften oder Gebots-/Verbotsnormen resultiert letztlich eine korrespondierende zivilrechtliche Haftung über § 823 Abs. 2 BGB. Die Argumentation des BGH vom Mai 2013 wird bei der Auslegung des § 323c StGB deutlich. Er war hier der Auffassung, dass der Tatbestand der unterlassenen Hilfeleistung nach § 323c StGB zum einen ein funktionierendes und auf Solidarität beruhendes Gemeinwesen im Interesse der Allgemeinheit schützen solle. Zum anderen gehörten aber auch die individuellen Rechtsgüter des in Not befindlichen Einzelnen zum Schutzgut; bei § 323c StGB handele es sich daher um ein Schutzgesetz im Sinne des § 823 Abs. 2 BGB. Den Charakter eines Schutzgesetzes erfüllen auch die europarechtlichen Beihilfeverbote, denn gemäß Art. 107 AEUV sind staatliche Beihilfen, die durch die Begünstigung bestimmter Unternehmen den Wettbewerb verfälschen, mit dem Binnenmarkt unvereinbar und grundsätzlich unzulässig. Keine Schutzgesetze sind indes die Verhaltensregeln des WpHG wie die des § 32 Abs. 2 Nr. 1 WpHG (alte Fassung) bei Beratungsfehlern von Anlageberatern oder im Strafrecht die Urkundenfälschung (§ 267 StGB).

## Rechtsfolgen
Voraussetzung für einen Schadensersatzanspruch nach § 823 Abs. 2 BGB ist stets, dass der Schädiger rechtswidrig und schuldhaft gegen ein Schutzgesetz verstoßen hat und der konkrete Schaden aus der Verletzung eines Rechtsguts entstanden ist, zu dessen Schutz die Rechtsnorm erlassen worden ist. Zudem muss der Geschädigte zum geschützten Personenkreis gehören und der entstandene Schaden vom Schutzgesetz erfasst sein. Wird mithin durch einen Schädiger ein Schutzgesetz verletzt, ist er zum Schadensersatz zugunsten des Geschädigten verpflichtet. Wird beispielsweise jemand durch Betrug geschädigt, so wird strafrechtlich zunächst das Betrugsdelikt durch Bestrafung des Betrügers geahndet. In einem zweiten, zivilrechtlichen Verfahren kann dann der Betrogene den erlittenen Vermögensschaden gegen den Betrüger geltend machen, weil Letzterer das Schutzgesetz des § 263 StGB verletzt hat (§ 823 Abs. 2 BGB in Verbindung mit § 263 StGB).